# Microthoracius mazzai
Microthoracius mazzai ist eine Art der Tierläuse, die als Ektoparasit das Lama befällt und in Bolivien, Peru und Argentinien vorkommt. 1998 wurde er in Peru auch bei Alpakas nachgewiesen.
Microthoracius mazzai ist 1 bis 2 mm lang. Der Kopf ist sehr lang und schmal, lediglich in Höhe der Augenhöcker ist er etwas breiter, so dass die Region vor den Fühlern die Form eines schmalen, vorn abgerundeten Dreiecks hat. Dies unterscheidet ihn von anderen Microthoracius-Arten.
Die Weibchen kleben ihre Eier an den Haarschaft. Daraus schlüpfen die hemimetabolen Nymphen und nach drei Häutungen entstehen die Adulten. Der gesamte Lebenszyklus dauert zwei bis fünf Wochen.